# Far (Tossa)
El far del municipi de Tossa de Mar a la comarca de la Selva és va aixecar a la punta més alta del cap de Tossa, després de superar les muralles medievals de la població, en un lloc privilegiat per la seva panoràmica, situat a 60 metres sobre el nivell del mar. L'alçada del far és d'onze metres sobre el nivell de l'emplaçament. Forma part de l'Inventari del Patrimoni Arquitectònic de Catalunya.
Romàn actiu com a far i des de 2003 —fora dels espais tècnics— conté el Centre d'interpretació dels fars de la Mediterrània obert al públic. Aquest petit museu va ser modernitzat el 2018 i va reobrir les portes el març de 2019.

## Descripció

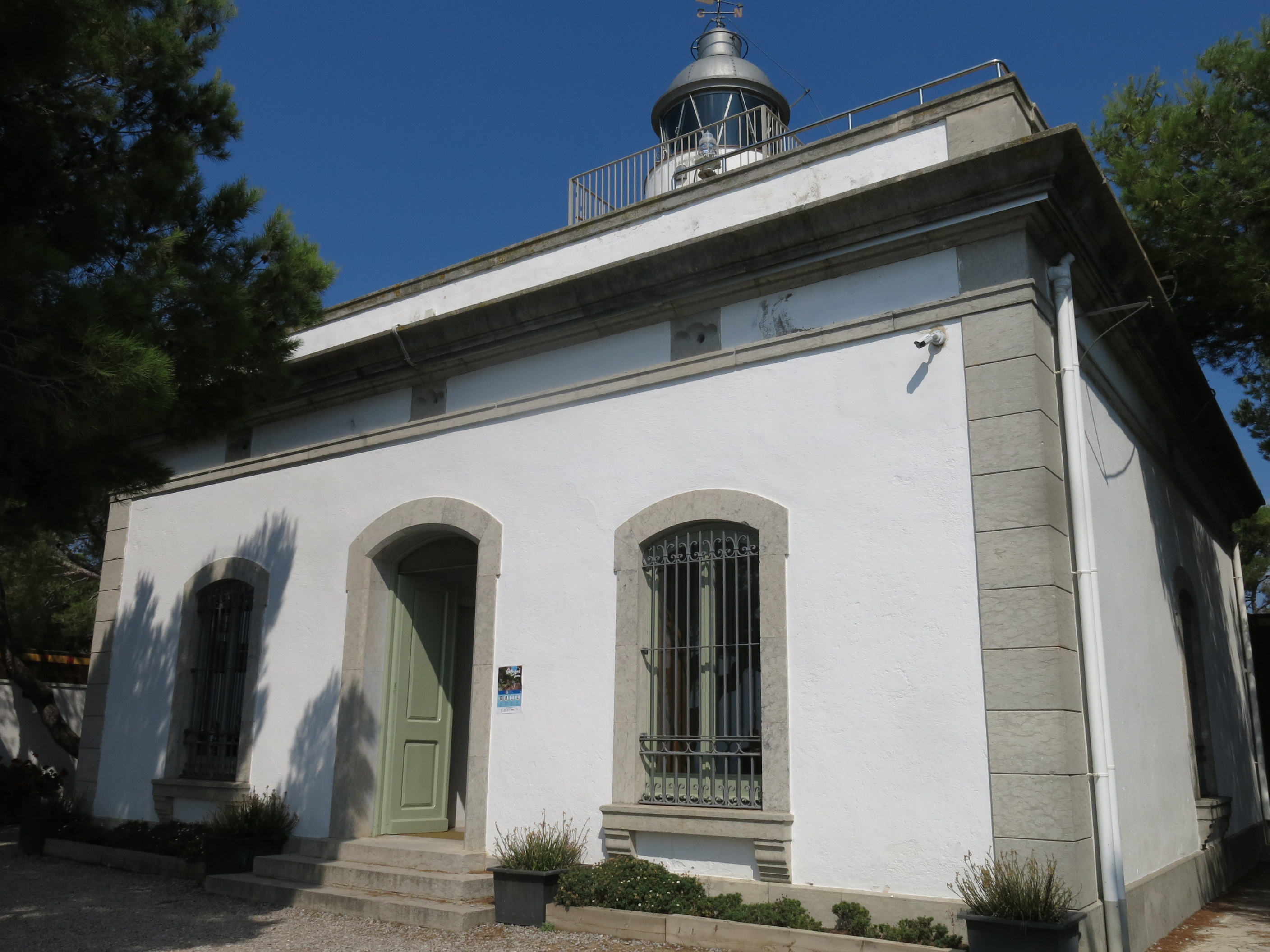
L'edifici del far

El far és un edifici de planta quadrangular, de 15 metres de costat, pintat de blanc amb franges grises. Com quasi tots té un terrat pla circumdat per un petit mur. Del centre geomètric s'alça una petita torre quadrada de 4 × 4 m. il·luminada per una finestra i coronada per una cornisa, la balconada de ferro, una torrassa cilíndrica i la llanterna. La llanterna és de planta cilíndrica o esfèrica, composta de muntants verticals i d'1,80 m de diàmetre.

## Història

### Far del castell
Seguint l'ordre cronològic i raonable, la primera construcció que es va erigir enaquest lloc va ser el Castell de Tossa de Mar. Damunt d'un promontori, el castell controlava un ampli territori i defensava la vila dels atacs tant per mar com per terra. A més, gaudia d'una defensa natural excel·lent, car era protegit, per la banda de migdia, per un penya-segat difícil de superar, mentre el vessant de nord-oest, d'esquena al mar, permetia l'emplaçament de la nova població.
El castell va ser fundat l'any 1186, quan l'abat Ramon de Berga, de Santa Maria de Ripoll, concedí una carta de poblament a Tossa, alhora que preveia la construcció d'un recinte fortificat (castellum). El castell s'havia d'alçar al lloc dit «mont Guardí», on segurament, hi devia haver una torre de guaita més antiga. S'establí també que els habitants pobladors del castell havien de tenir dins, a la zona closa pels valls, una casa petita, i fora la casa principal. És molt remarcable el fet que s'estableixen les mides que han de tenir les cases: 4 braces d'ample i 6 braces de llarg (és a dir uns 8,40 metres per uns 12,60 m.).
Tanmateix en la carta de poblament, no queda prou clar què era considerat el castell què era tancat entre valls i com eren protegides les cases foranes. En el document s'establí en canvi, que calia arribar a un acord entre els homes i el monestir en relació am la guarda del castell. El castell es va començar a alçar tot seguit la carta de poblament o, a tot estirar, pocs anys després: entre 1186 i els anys que romanien del segle xii. Segons consta en una reial cèdula de 1784, el castell encimbellat ja existia o s'estava construint el 1189.

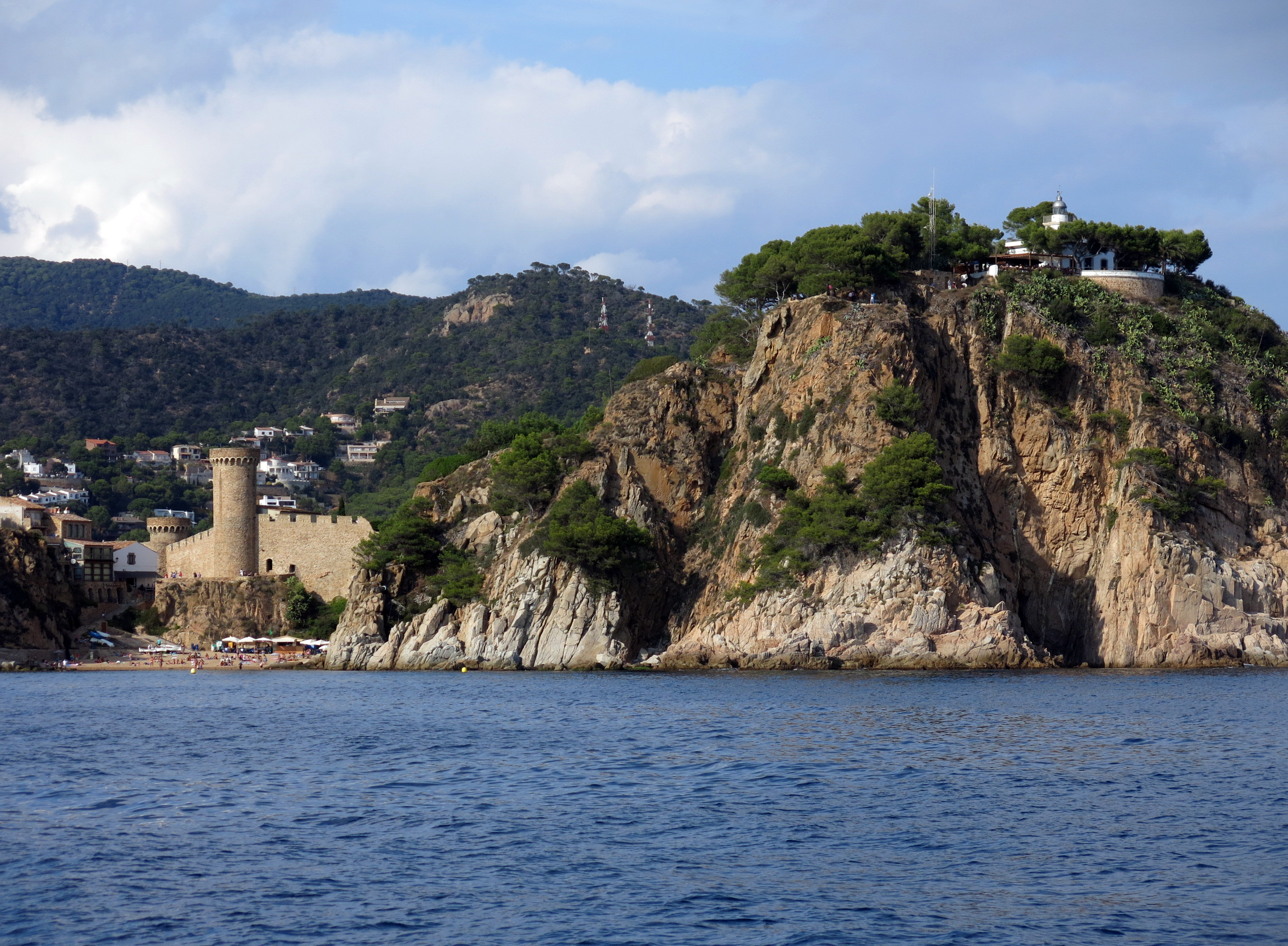
El far, damunt el cap de Tossa; a l'esquerra, la torre des Codolar i la muralla de la Vila Vella

Una primera testimoniança documental del castell, es remunta al 1241 amb relació a la concessió feta per Jaume I a favor dels homes de Llagostera, Caldes de Malavella i Santa Seclina de pasturar porcs als boscos de Tossa. El 1265, Ermessenda de Portella, establí al mont Guardí un cos de terra per a edificar una casa i ho feu com lloctinent del castell i vila de Tossa. El 19 de juny de 1285, durant l'intent d'invasió de Catalunya per part de les tropes de Felip l'Ardit, un vaixell francès assaltà, enderrocà i cremà, junt a monestirs, viles i castells del litoral, des de Roses a Palafolls, també la població de Tossa. Tretze dies abans de la destrucció, el rei Pere havia enviat una carta al seu batlle de Caldes de Malavella en la qual li ordenava de lliurar el castell a Guillem Vidal, batlle de Tossa, i de no compel·lir els pobladors, els quals havien d'atendre, fortificar i defensar el castell.
Del control de l'administració de castell s'ocupaven tres personatges: per una banda, tenim un castlà que vivia al castell; mentre que per l'altra, dos batlles; un dedicat a l'administració de la justícia i l'altra, de sac, que es dedicava a recollir les imposicions senyorials. L'any 1362, Guillem de Riera era caslanus de Tursa, per la qual cosa rebia cada any cinc lliures de moneda barcelonina i tenia el dret de bada i de pesca.
Gràcies a l'inventari dels béns del difunt Pere Riera, batlle natural i sac de Tossa, realitzat el 19 d'octubre de 1606, sabem com era projectat i estructurat el castell en aquestes dates. A la planta baixa hi havia la sala d'entrada amb armes blanques i de foc. Aquesta sala era la peça més grossa, important i representativa del castell. Seguia la cuina, el graner, l'estable, el celler i una cambra amb una llar de foc. Al primer pis quatre cambres, de les quals una nova i una altra situada damunt l'estable i un rebost. Al terrat dues cambres més. Era, doncs, un edifici de dimensions reduïdes. Tanmateix es desconeix l'aspecte exterior del castell: només se sap que hi havia una torre i una finestra sobre el portal d'entrada. A l'interior només s'hi podia accedir per mitjà d'un pont que salvava un fossat de protecció.
El castell al cim del mont Guardí va sofrir, en el transcurs dels segles, reformes, restauracions i moment d'abandó. Ja a mitjan segle xvi l'abat Climent Mai signà un acord amb el castlà Joan Lluí Riera per la reedificació. Més tard, el castell va ser reconvertit en molí de vent. Finalment el 1917, va ser enderrocat el molí i les ruïnes vivents del castell i al seu lloc es construí l'actual far.

### El nou far
El nou pla de senyalització de la costa, aprovat el 1904, estipulava que havia de menester d'omplir el forat fosc entre Calella i Palamós. La primera opció era la punta de Sant Elm de Sant Feliu de Guíxols, però finalment es va triar el cap de Tossa, ja que era el punt costaner que sortia més entre els fars existents, i perquè els altres dos …–punta de Sant Elm a Sant Feliu de Guíxols i la desembocadura de la Tordera a Blanes– quedaven massa propers als de Calella i Palamós.
El cap de Tossa reunia les condicions òptimes per a resoldre l'existència de punts foscos entre els fars de Calella i Palamós. Per la construcció, únicament s'havia d'enderrocar una petita fortificació d'origen medieval reconvertida en època moderna en molí de vent, que aleshores era en estat ruïnós.

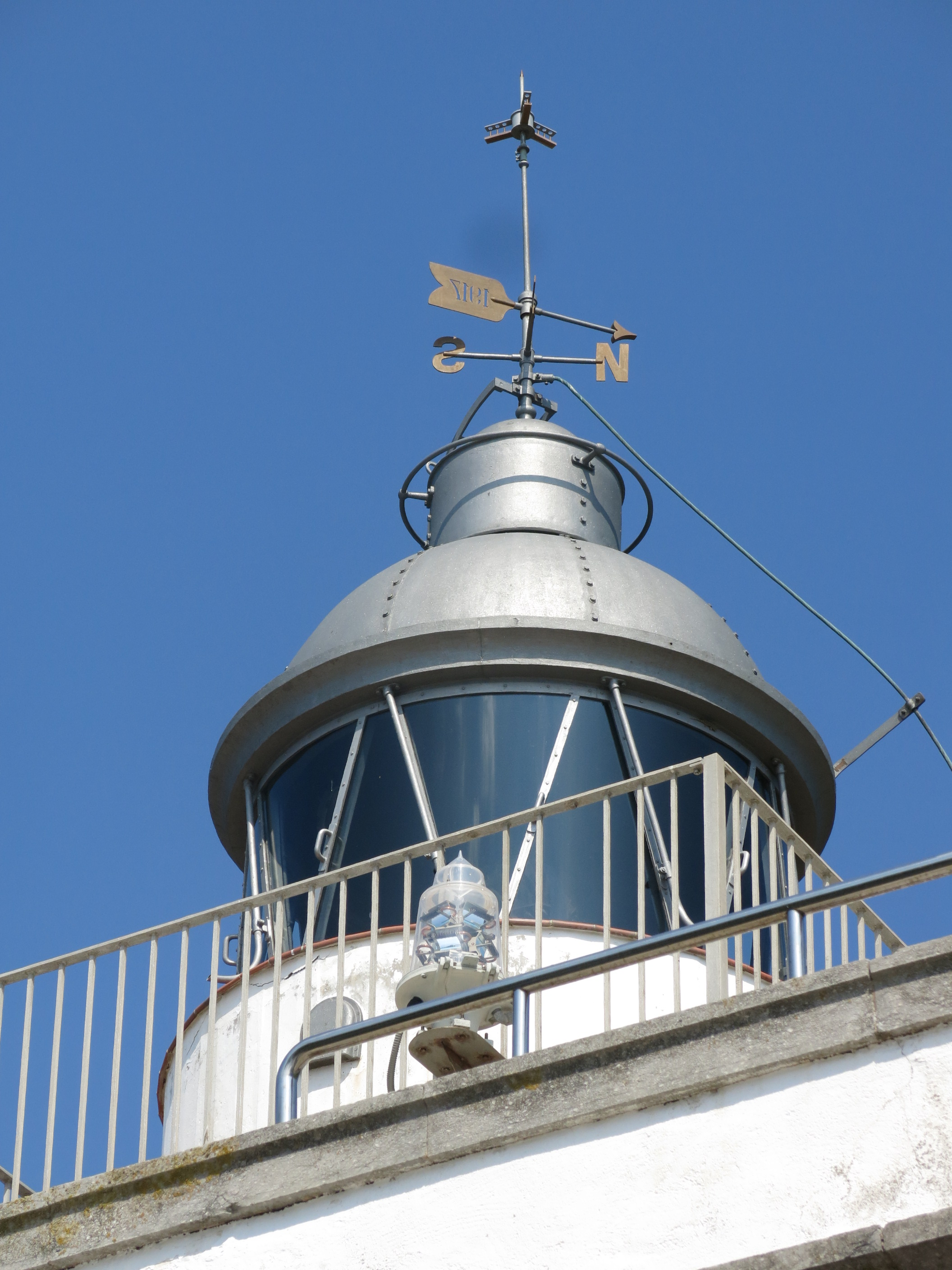
Detall de la llanterna

Al projecte inicial del far va ser necessari afegir-hi un altre projecte adjunt, el de la carretera d'accés, per tal de facilitar-ne l'edificació i reduir costos de construcció. Un primer traçat, seguint el carrer Major, la qual cosa implicava rebentar el Portal de la Vila Vella, no es va executar. No perquè l'interès per la conservació del patrimoni històric i artístic fos un element de pes, sinó per una qüestió social. Amb la carretera projectada, moltes famílies humils de pescadors quedarien sense habitatge.
L'aprovació definitiva de l'emplaçament  al cap de Tossa es va donar el 5 de novembre de 1912. L'enginyer José March Docet va presentar el projecte el 9 de juny de 1913. El projecte tenia un pressupost amb un import de contracta de 77.100,53 pessetes. Malgrat l'aprovació, l'impuls definitiu per a començar les obres va trigar un any a arribar.
Tanmateix, tot i disposar d'una partida de 16.000 pessetes per començar les obres, aquestes es van demorar en el temps, perquè encara no s'havia aprovat el projecte del camí d'accés, el qual va ser aprovat definitivament el 6 d'agost de 1915. En el context de la construcció de la carretera, es va procedir al reforçament del pany de muralla paral·lel a l'Església Vella de Sant Vicenç.
Quan es van acabar les obres de la carretera les obres del far van reprendre. L'habitatge i la torre es van acabar de construir a mitjan 1916. L'arribada de l'òptica del far, construïda per la fàbrica de vidre Chance Brothers and Co. Limited (1824-1963) de Smethwick a la regió dels West Midlands d'Anglaterra, es va endarrerir a causa de la Primera Guerra Mundial. La llanterna, el basament i la màquina de rotació del far, van ser construïts a València als tallers de La Maquinista Valenciana. Van arribar per ferrocarril a l'estació de Blanes i foren muntats l'estiu de 1917.

### Inauguració i reformes
Es va inaugurar el far de Tossa el dimecres 29 d'agost de 1917. El 31 d'agost es va signar l'acta de recepció de les obres del muntatge del basament, la màquina de rotació, l'aparell òptic i la llanterna, amb la qual cosa es va posar punt final a la construcció del far del cap de Tossa. Primer funcionava amb un llum de gasolina. El 1922 es va canviar el sistema amb la introducció de gas acetilè, produït per carbur de calci mitjançant un gasogen, i no va ser fins a l'abril de 1929 que s'hi va instal·lar l'electricitat. El 8 de febrer de 1936 s'hi va posar el telèfon.
L'esclat de la Guerra Civil va suposar que des de l'1 d'octubre de 1936 i fins al juny de 1939 hi hagués una posta de guàrdia militar a dalt del far. El far no va tornar a il·luminar permanentment la foscor de la nit fins al 5 de març de 1939.
Al llarg d'aquests anys l'edifici ha patit diverses reformes per raons tècniques i d'utilitat. El 1946 es va construir un lavabo a l'interior de l'edifici. El 1967 es va reformar el camí, l'edifici i la torre del far de Tossa, en un projecte redactat per Carlos Garau Sagristá, enginyer de la Jefatura Regional de Costas de Cataluña, per un valor de contracta d'1.194.075,08 pessetes. A més del camí, les obres van consistir a afegir un altre cos a la part davantera, habitatge conegut com el de l'ajudant d'obres públiques o del suplent, així com un garatge que va suposar la desaparició del reixat esquerre. Així mateix, es va aplanar un petit turó al sector nord, es va ampliar la zona enjardinada i es va fer un nou tancat al recinte. El 1975 es van fer millores en el sistema de rotació del far. A principi de l'any 1980 es va reformar la torre del far, es van canviar la llanterna, el grup electrogen i altres aparells tècnics, i es van rebaixar els sostres de l'interior de l'habitatge. El 1991 es va reformar completament l'interior de l'habitatge principal per fer-lo més habitable. L'automatització del sistema va fer que a partir de 1999, ja no hi havia menester de faroner a Tossa i l'èquip és gestionava primer des del far de Sant Feliu de Guíxols i d'encà de 2002 del far de Calella.